# 大帝国
《大帝国》是一款地域压制型模拟遊戲的日本成人遊戲，由日本Alice Soft公司开发制作并于2011年4月28日发售。本作虽然和同公司的《大惡司》、《大番長》同属地域压制型模拟游戏并被爱好者合称为“大系列”，但并不是官方的说法，各作品间也没有实际的联系。本作基本上是随着征服不同的地区或达成特定条件、将有不同的原属其他势力的角色加入、最终目的则是征服全部地区的游戏。其中，可以与女性角色发生H事件取得CG和事件回想，但在本作中，大多数情况下并没有必要性。
本作中有大量的角色姓名与国家名字、船舰名称等是改自第二次世界大战，但改编幅度较大。

## 游戏系统

### 提督情报
按下提督按钮或是从星域的驻留提督一览表中选定某个提督，将会进入提督界面。提督界面中标示的能力分为以下几项：
等级
标示在右上角，0级不进行标示。每取得1000经验时等级将提升1，最高为10级。
姓名
将游标移动至此会显示角色简介。
指挥
以当前指挥/总指挥的形式标示。一般来说，除事件阶段完成该角色的事件可以增加30单位外，没有提高的方法。
作战能力
与战斗直接有关的各项能力，随配备的船舰变动。
- HP：以当前/最大HP的形式标示。每回合自动回复10%或受提督/船舰/驻留星域建筑物影响。
- 索敌：决定交战时的出手顺序，但武器种类的判定更为优先。
- 航空/激光/导弹/铁钢弹：各项武器的攻击力。交战时、将依航空、激光、导弹、铁钢弹的顺序、以索敌高低决定实际的攻击顺序。

当前位置和移动状态
标示提督当前位于哪个星域、该回合是否还能执行移动动作。
技能
常驻技能。主要有作战、增加经验、治安这几种。
装备船舰
每个提督最多有4个栏位供装备船舰，视情况也有少于4个栏位的提督。此外，某些提督的船舰是部分或全部无法更换的。
每个提督的每个栏位标有不同的编成特性（修正值），将会对最终的能力产生影响。
编成特性会随着升级或是发生事件有所变动，但如果是原本就没有编成特性的栏位，则升级也不会产生编成特性。
此外，当总HP不满时，所有的船舰都会标示“修理中”而无法变动。

### 星域
在地图上选择某个星域会出现星域情报界面，由以下项目构成：
侦查
仅在与我国领土邻近的敌对国领有的星域出现。可以获得该星域各个战域的敌方配置情报。
名称
标示该星域的名称。
灾害/反乱
标示该星域当前正遭受何等灾害或反乱骚扰。仅在该星域出现灾害/反乱时进行标示。
天候
标示该星域当前的天候。在交战时会对所有战域的所有单位产生影响。
经过一段时间（回合数）后，可能会解除或转变为其他天候。
建筑物
仅在我国领土出现，标示该星域目前已经建造了何等建筑物；点击可以花费技术进行变更。
资源/技术
标示从该星域每回合可取得的资源/技术收入。
治安
以文字标示该星域当前的治安水平，由差至好（1~8点）所标示的文字分别是最恶（1）、紧张（2、3）、不安定（4、5）、回复倾向（6、7）、安定（8）。只有当治安达到安定时，才能每回合从该星域取得资源/技术收入。
此外，在大地图上的我国领土，会以蓝色圆环的完整度标示治安。若在游戏进程中选择了日本化路线，则当治安达到最大值时，将会以樱花图样标示。
会导致治安下降的情况
治安为安定时，未能成功在防卫战中取胜的话、治安会直接下降至最恶；若治安比安定略差，则该星域会被前来侵略的敌对国占领。
此外，遭遇灾害/反乱而未能成功击退也会令治安下降，但一般不会直接降低到最恶；灾害/反乱在治安降低到最恶时将会自动消失（但会造成一定资源损失）。
回复治安的方法
一般来说在该星域驻留一名提督即可每回合恢复1点治安。部分提督持有的技能会影响回复数值。
治安也会影响在该星域及邻近星域进行的战斗中、能够交战的数量。若治安不满一般为2次，治安达到最大值时可以进行最多3次交战。
前线外交
在与敌对国领有的星域邻近的星域驻留的提督持有前线外交技能时，将会标示为前线外交中，此时将会降低该星域遭受敌对国发起侵略战的几率。

### 作战
战域
本游戏的战斗在名为战域的作战单位上展开。每次战斗战场上最多可能出现4个战域。战场上（所有战域）总共可配备的提督数量不得超过8人。除非是可进行再配置的战斗、否则一旦决定前往某个战域的提督就无法再转移到其他战域战斗，也无法调配待命提督前往任一战域。
战果
战场上每个战域会标注不同的星数（视情况也可能出现没有星数的战域），削减敌方舰队的HP可以依比例获得星数。
占领
尽管直接选择占领就会开始试图执行占领动作，但只有当所有战域的总和星数达到8星以上时才能够占领成功，否则将会Game Over。
特典
战场上偶尔会出现标有“战域全灭特典”的战域。将该战域的敌方舰队全灭就可以取得特典。特典的类型有触发特定事件、取得船舰、取得新提督、取得资源或技术等种类。

### 游戏流程
本游戏的主要流程由回合构成，每个回合分为以下5个阶段（Phase）：
- 回合开头事件
- 战略阶段
- 事件阶段
- 战术阶段
  - 灾害·反乱应对战
  - 侵略战
- 敌国阶段

#### 回合开头事件
将会发生一些诸如各国准备前来侵略、或是可开发船舰增加等的事件。其中一些所出现的选项可能会对游戏的流程产生巨大的影响。

#### 战略阶段
可以进行诸如提督的星域间移动、舰船调配、开发等动作。
移动提督
提督需装备至少一条船舰才能进行移动。每个回合每名提督可以移动1次。移动的最远距离为两个星域，或是临近我国领土的敌对国星域，但要移动到敌对国星域时必须HP为满值。无法移动到中立国或同盟国所领的星域。
紧急修理
可以使用资源对HP有所损耗的提督进行紧急修理，修理的价格依存于该提督所装备的船舰所需要的资源。
侦查
详见“星域”一节。
开发
可以使用技术对已经达到开发条件的船舰进行开发。需开发完成后方能进行造船。出现条件主要为所领有的星域数，也有需要事件或是达成其他条件才能开发的船舰。
某些事件会影响开发成本。
造船
可以使用资源建造原本就在列表中、或已经开发完毕的船舰，或者将已经建造好的闲置船舰废弃还原为资源。游戏中也存在无法建造的船舰。
某些事件会影响造船成本，废弃所能回收的资源也会同样受到影响。

#### 事件阶段
每回合可以从事件列表中选择一个事件执行。其中大多数事件只能执行一次。事件分为以下几种：
重要
一般是对游戏进程有很大影响的事件。若不执行的话，经过数回合可能会自动消失。
结局
选择之后将会迈入结局的事件。满足出现条件就会出现，但可能会因达成其他优先度更高的条件而消失。
标注角色头像的事件
角色的个人事件，除第一次多半是起用角色成为提督外，多半是主角东乡与配下提督的交流事件。一般来说、全部完成后能够使该角色的指挥增加30点。
未标注角色头像的事件
一般来说是与特定角色无关的事件，总执行次数不限，但选择之后其后一回合无法选择。
作弊
委托明石大佐进行各种协助。总执行次数不限。但请注意，一旦进行了此类事件，将无法获得该次游戏的结局特典事件。
特典
在完成任一结局后出现，依所完成的结局共有8种（不算上登用自制提督）特典事件。
职务放弃
选择后会直接Game Over。

#### 战术阶段
对灾害·反乱战
当该回合有灾害或是反乱发生时，将会进入对灾害·反乱战，否则直接跳过。
一般来说，取得8星以上的战果就能取得胜利。不过，即使失败，一般来说后果也只是治安下降而已。
侵略战
当战略阶段结束后有我方提督停留在敌对国星域时，将会进入侵略战，否则直接跳过。
一旦进入侵略战部分，就无法避免必须要进行占领（后述）的动作才能继续游戏，而一旦失败将会Game Over。因此必须谨慎进行。
占领完成时，将会询问要建造哪种建筑物。建筑物可以通过故意令星域被敌对国占领之后再重新占领改变，或是花费技术直接改变。

#### 敌国阶段
敌对国将依此发生事件（互相占领等）或前来侵略。
防卫战
当该回合有敌对国前来侵略时，将会分别进入防卫战，否则直接跳过。
一般来说，取得8星以上的战果就能取得胜利。但若是失败了，可能会导致星域被敌对国占领，此时原驻留该星域的提督会被强制调回日本。
敌国阶段结束后，回合结束，进入下一回合。

## 故事简介
本作的背景是“宇宙”。这个宇宙由很多“星域”组成，其中有人类生存的星域一共41个。这个宇宙中的人们，通过在跃迁门（Wrap Gate）前使用跃迁码（Wrap Code）便能够在星域间移动。由这些跃迁门所联系起来的各个星域经过战争、合并，最终成为了不同的国家。为了争夺彼此的资源、为了秉持各自的正义，各个国家间终于拉响了战争的号角。时间是“第二次宇宙大战”期间。在与邻近的中帝国的交战中、由于出现叛徒，日本帝国的海军高层几近全灭，因此不得不从残存提督中提拔成为海军长官。而被选中的，是在多次战斗中保有极高胜率的提督、东乡毅。不过、尽管作战上十分靠得住，也很有看人的眼光，但被托付了国家命运的这个男人轻浮的个性着实令人担忧…尽管如此、也是没有办法的决定，于是新任海军长官就这么带着挑出来的各种意义上很乱七八糟的部下们踏上了征途…。

## 势力及主要人物

### 日本帝国
日本帝国是这个宇宙中拥有最长历史的国家。由于其最高权力者帝代代由自建国至今便存在的被视为神明的柴神任命，而得以免于发生国内的权力纷争，保持了一定程度上的稳定。尽管这样，但国力也称不上是十分强盛。

#### 帝國海軍
东乡 毅/日語：
本游戏正篇的主角。帝國四大长官之一的現任海軍长官。27岁。应对女性、作战指挥和拉扯女儿做家务都很有一套的年轻海军提督。原本是善用高超的追女生技巧和多名女性保持和谐关系，不过在赴美留学的过程中结识了斯卡蕾特·琪灵并闪电结婚后就改做专一的好老公……直到妻子失踪又重操旧业。这也令担任其参谋的秋山经常胃痛不已。
基本上算是无欲无求，不过是为了女儿什么事都可能干得出来的本人也承认的溺爱孩子。作战方面则是主张打不赢就不要勉强壮烈牺牲。似乎不喜欢参加（特别是列席者都是男性的）严肃会议的样子。
原型取自日俄戰爭時期的海軍大將東鄉平八郎。
斯卡蕾特·东乡/日語：
东乡的妻子。迦美利坚人，原名斯卡蕾特·琪灵，即凯洛尔·琪灵的姐姐，迦美利坚共和国琪灵财团家的大小姐，不过在和东乡结婚后似乎跟老家吵翻了。
但是婚后没有几年就因遭遇跃迁门事故而失去音讯。
是一位勇敢又温柔的女性，曾经作为副官和东乡一同击败宇宙怪兽。大学期间曾前往旅行，遍及所有迦美利坚领有的星域。
东乡 真希/日語：
东乡与斯卡蕾特·东乡的女儿。6岁。虽然很小就失去了母亲由父亲带大，性格却体贴到不可思议的地步。也有对父亲和多名女性保持关系的评价仅仅是“爹地是自由的男人嘛”这样豪迈的一面……。拥有在感到生命受到威胁时可以产生防护罩的超能力，直觉非常敏锐。
秋山 敬一郎/日語：
东乡的参谋兼护卫。个性严肃认真，虽然对上司生拉硬拽的指示和自作主张的行动感到胃疼，但最后还是会忠实地执行或是进行支援。缺乏女性经验，对上司不加节制的女性关系感到很胃疼。做家务的能力比东乡要略胜一筹。
原型取自日俄戰爭時期的海軍中將秋山真之。
小泽 祀梨/日語：
由于成绩优异受到晋升为海军长官的东乡提拔的军校毕业生。腐女子。讲话时经常带有“哔啵哔啵”这样的奇怪的音节，也会发出“呼呼呼呼腐”的诡异笑声。具有M属性。
原型取自大日本帝國的海軍中將小澤治三郎。
南云 圭子/日語：
已婚。由于被东乡评价为比丈夫更有才能而受到晋升为海军长官的东乡提拔成为提督。个性豪爽，具有潇洒的大姐风范。
原型取自大日本帝國的海軍大將南雲忠一。
山本 无限/日語：
原型取自大日本帝國的海軍大將山本五十六。
原本已经退休，但由于新生海军提督普遍作战经验不足，被晋升为海军长官的东乡召回而重新担任提督一职。由于年事已高，虽然本人一副老当益壮的样子，但还是需要经常由护士陪同照顾健康状况。
古贺 瞳/日語：
负责看护山本的年轻女护士。性格温柔，不过偶尔也会严厉起来。
原型取自大日本帝國的海軍大將古贺峰一。
田中 雷藏/日語：
年轻舰长，由于与其说不经大脑不如说没有大脑般有勇无谋，而属于各位提督敬而远之的类型，但却受到晋升为海军长官的东乡赏识成为提督。总是叫嚣这“老子总有一天会把你从海军长官的位子拉下来”，但由于缺乏女性经验所以经常丢大脸或是吃哑巴亏。虽然玩家产生了他总会被敌人第一个击沉的错觉，不过官方Q&A中表示“并没有特别进行这样的设计哦”。
原型取自大日本帝國的海軍中將田中賴三。
五藤 美咲/日語：
任职海军文事女官，东乡毅的交往對象之一。運動方面有些遲鈍，但處事上相當細心且勤勉。
原型取自大日本帝國的海軍中將五藤存知。
平賀 津波/日語：
帝國海軍軍事技術研究所所長。虽然年龄不详，但是也是很成熟的女性。知识欲旺盛，对所有的科学技术都有兴趣，只要有费用的话什么都会去研究。不擅长用自己的声音说话，平时都让头顶上一只叫久重的猫代替自己说话。
原型取自日本江戶時代中期的天才發明家平賀源內。 
夕张
平賀津波製造，搭載人工智能的頭腦戰艦。行為有如小女孩般的純真無邪。
平良 英知/日語：
29歲。出身極右派思想「超右派愛國獅子團」的帝國海軍年輕男提督，個性嚴肅。對非日本人的外國人相當不友善。
遊戲中選擇「贊同日本化政策」選項之後會入隊，但過30回合之後會因不認同日本化政策而離隊，並以「真日本帝國」名義在馬尼拉200星域叛變。
福原 和泉/日語：
22歲。帝國海軍年輕女少佐，平良英知的堂妹，在平良之後入隊。
若未在平良離隊前對話三次進行到"平良への疑問"事件，平良離隊時會一同離隊。

#### 帝國中央
柴神大人/日語：
从人类存在开始就活到现在的真正的“神”。不过，除了毛茸茸的外表让人很想摸摸看以外并没有什么神奇的能力，也不会摆什么架子。
帝/日語：
代代由柴神亲自任命的、日本帝国的最高统治者。拥有绝对的决定权。此外，身怀不可思议的超能力、可以行使“神风的仪式”将大怪兽击退。
为了确保帝不会被亲近的人操纵成为傀儡，代代的帝都是由柴神亲自带回的孤儿，也没有自己的名字（不如说已经忘记了）。
而实际上，代代的帝在继任时、柴神会把通往另一个宇宙的黑洞封进其体内，因此，帝必须由女性来担任，而且会失去生育的能力。另外，由于帝的力量会随着時間逐渐衰弱，因此过一段时间就要找新的帝继任。
山下 利古里/日語：
祖父是有名的陆军元帅。被新任的帝任命，担任陆军长官的年轻女性。对东乡吊儿郎当的态度感到非常火大，为原本就有些紧张的海军和陆军的关系火上加油。总是一副很严厉的表情，偶尔会做出比较急功近利的决定。由于是女性，似乎并不怎么受部下信赖。是个重视气势和毅力的精神论者。
原型是大日本帝國的陸軍大將，有"馬來之虎"之稱的山下奉文。
宇垣 佐仓/日語：
以W字鬍為傲的帝國外交长官。傲慢且頭腦頑固，但愛國心和對帝的敬愛遠超他人，為國捨身從來在所不惜。
贊成三國同盟後，點選事件"戦う外務長官"會入隊。
原型是東條內閣的外相及大日本帝国陆军大將宇垣一成。
猫平 肉球
任职内务长官。每次召開御前會議，總是會因為各種理由缺席。
前倉海軍长官
前任海軍长官。初期在行星满州星域作戰時，因樋口豪欲及末山100太郎背叛，遭中帝國艦隊襲擊身亡。海軍长官一職由东乡毅接任。
女官长 春/日語：
管理帝生活起居及安全的女侍長官。
明石 上校/日語：
有著高超忍術的上忍男軍官。遊戲中可透過資源補給、技術補給、船艦修理、防衛支援等事件選項進行支援，有著非人的行動力、戰鬥能力，不用宇航服也能在太空中自由行動作戰。
原型是日俄戰爭期間著名的間諜、情報操作者，最終軍銜陸軍大將的明石元二郎。

#### 泛用提督
戶隱 五太郎长政/日語：
大原 勝正/日語：
須田 過肩摔/日語：
金杉 並/日語：
帝國海軍資深老將官。
角田 忍太郎/日語：
31歲。海軍准將。對同期的女軍官遠藤抱有單相思的好感。興趣是考古學。
原型是大日本帝国海军的海军中将角田覺治。
高須 砂男/日語：
原型是大日本帝国海军的海军大将高須四郎。
山口 動門/日語：
原型是大日本帝国海军的海军中将山口多聞。
有馬 兔子/日語：
21歲。陸軍上校。目前單身。陸軍當中僅次山下利古里的女性軍官。
原型是大日本帝国海军的海军大将有馬良橘。
栗田 愛斯帕菈/日語：
原型是大日本帝国海军的海军中将栗田健男。
遠藤 鐵菜/日語：
原型是大日本帝国海军的海军大将遠藤喜一。

### 德古志第三帝国
曾經一度發起第一次宇宙大戰的世界強權，因為戰敗而被歐法蘭斯帝國及英莉斯帝國壓榨，有巨額賠款的壓力。然而這個情況在元首蕾蒂雅·阿道夫的带领下，一手扭转了颓势而一跃成为强大的国家。但反过来，由于国家目前几乎完全靠元首蕾蒂雅个人在支撑，若是失去元首，有可能陷入群龍無首的狀態。
蕾蒂雅·阿道夫/日語：
被誉为“宇宙第一的天才”的第三帝国元首。原本是不修边幅的眼镜少女，遇到戈培尔之后经她之手一跃被打造为国民偶像。尽管对戈培尔擅自安排的各种宣传活动感到很头疼，不过还是会勉强地去完成。
在德古志路线结局中，听了戈培尔充满热情的“银河偶像”雄心壮志后，因受不了冲击而昏倒。
原型取自德意志第三帝國元首阿道夫·希特勒。
古蕾西亚·戈培尔/日語：
一手捧红蕾蒂雅的德古志第三帝国宣传相。相信蕾蒂雅一定能用名为“萌力”的不知道什么东西征服全宇宙。溺爱蕾蒂雅，对于接近蕾蒂雅的人有着警戒的意识。怕狗。
原型取自德意志第三帝國宣傳部長約瑟夫·戈培爾。
埃尔·隆美爾/日語：
绰号“沙漠之狐”的年轻元帅，性格放蕩不羈，沒有旗艦。虽然对待军纪不甚认真，却是个因功勋卓著而被破格提拔的实力派。因倾慕于蕾蒂雅的才能而成为一名军人。
有北歐血統，在大學時期與希姆萊是同學，喜歡貓咪。有不下於雷蒂雅的戰略能力與指揮能力，在屈居劣勢的環境最能發揮其作戰能力的精巧，就算被關押在地牢中也能指揮俘虜們與亂軍作戰。
原型取自德意志第三帝國的陸軍元帥埃爾溫·隆美爾。
艾赞·曼施坦因/日語：
绰号“钢铁灰熊”的老派德古兹军人。对蕾蒂雅非常钦佩，为了她的理想和第三帝国而战。
原型取自德意志第三帝國的陸軍元帥埃里希·馮·曼施坦因。
艾露米·邓尼茨/日語：
被蕾蒂雅提拔的年輕女提督，指揮德古志潛水部隊，在签订三国同盟后前来支援日本。个性认真严肃，所以对东乡长官的轻浮态度十分反感。
原型取自德意志第三帝國的海軍元帥卡爾·鄧尼茨。
VTVN/日語：
德古志帝國的海軍提督，指揮德古志潛水部隊。
曾經一度是落魄的流浪音樂家，被戈培爾看上而被聘用為蕾蒂雅的老師。對音樂有無法抗拒的熱情，在非戰時期喜歡在大街上向路人展現自己的音樂創作，往往備受好評。
原型取自神聖羅馬帝國末期的天才作曲家路德維希·范·貝多芬。
诺茨西·希姆莱/日語：
蕾蒂雅·阿道夫私设亲卫队队长，因為與蕾蒂雅親近而在德古志政府中有巨大的影響力。與隆美爾是大學同學。
異端教派"多拉教"的信徒。
原型取自德意志第三帝國的黨衛隊全國領袖海因里希·希姆萊。

### 迦美利坚共和国
以超越埃利斯的势头急速成长着的、年青的民主主义国家。原本是埃利斯的殖民地，但在两个世纪前移民们奋起斗争，赢得了独立并自此建国。本身没有太多传统，所以一直以“自由、平等、正义”作为口号持续发展着。
奉行民主制度，由国民投票选出大统领及议员来处理国事；这种“只要有能力就能升上去”的现状被赞誉为“国民梦”。
然而，这个理想国不过是幕前布景，实质上控制美国的是以国内为根据地的四大财团。
四大财团与若草会
对于四大财团而言，追求财富即是正义。这些财阀各自推举一名代表，组成合议决定国家方针的秘密结社“若草会”。效仿埃利斯的女王制度，幕后财团会选出年青女性加入若草会。若草会的大小姐们会在总统府内秘密会面，向傀儡总统发号施令。
汉娜·洛克/日語：
若草会一员，在若草会中特别是与库的感情十分融洽。是一名坚强的女性，角色影射美國石油大享洛克斐勒。
凯洛尔·琪灵/日語：
若草会一员，琪灵家的二女，由于姐姐斯卡蕾特的事对东乡有着复杂的感情。习惯用个人的昵称称呼别人。
库·羅斯查/日語：
若草会一员，似乎仰慕着汉娜，角色影射羅斯柴爾德的家族成員。
多萝西·诺伊曼/日語：
若草会一员，诺伊曼家的大小姐、诺伊曼财团代表。电脑天才。迦美利坚秘密进行中的CORE计划的开发负责人。由于从小接触电脑，养成了什么都要试图用理性去分析、看到电脑系统能够改进的地方就会毫不犹豫地进行修正的习惯。
由于加拿大星域的主星研究所被日本军的进攻破坏，虽然成功逃离却漂流到了科技水平低下的土著居民的居住地。在那里接触到的“不理性”的想法，却令她的人生为之一亮，并与东乡等人一起为了保护土著居民合力击败了来袭的宇宙灾害。
弗兰克·罗斯/日語：
迦美利坚共和國總統，實際是受若草会擺佈的傀儡总统。
原型取自第32任美國總統弗蘭克林·羅斯福。
伊戈尔·道格拉斯/日語：
迦美利坚太平洋舰队司令。
原型取自美國陸軍五星上將道格拉斯·麥克阿瑟。
弗莉斯·哈尔西/日語：
原型取自美國海軍五星上將小威廉·海爾賽。
凯茜·布莱德利/日語：
原型取自美國陸軍五星上將奥马尔·布莱德利。
戴維·基努霍克/日語：
約翰尼·A·尼克松/日語：
原型取自第37任美国总统理查德·尼克松。
朽木·伊莎貝菈/日語：
杜比·德懷特/日語：
迦美利坚大西洋舰队司令。
原型取自美國陸軍五星上將和第34任美国总统德懷特·艾森豪威爾。
丽莎·利顿/日語：
馬克·曼哈坦/日語：

### 英利斯帝国
由世袭的女王统治着的世界最大国家。既是Warp-Gate的第一发现国，也同时籍此接连征服世界各地并推行殖民战略。虽然比起统治大半个世界的巅峰期略有衰落，现在依然持有与世界中心的地位相符的力量。
賽拉·不列颠/日語：
秉奉高尚骑士道的英利斯帝国现任女王。偶尔会作出不近人情的决定，但其实本人也是苦于面子问题下不了台而已。
玛丽·不列颠/日語：
賽拉的妹妹。
艾莉莎·不列颠/日語：
英利斯帝国前任女王、賽拉与玛丽的母亲。
约翰·罗廉斯/日語：
英利斯骑士，海军提督。对女王十分忠诚。
维克多·纳尔逊/日語：
英利斯骑士，海军提督。
原型取自英国皇家海軍中將霍雷肖·納爾遜，第一代納爾遜子爵。
克尔特·蒙哥马利/日語：
英利斯骑士，海军提督。
原型取自英國陸軍元帥伯納德·蒙哥馬利，第一代阿拉曼的蒙哥馬利子爵。

### 人类统合组织苏维埃
由委员长卡特琳带领，推翻了原本的露西亚王国、在宣扬共有主义的大旗下成立的新国家。在第二次宇宙大戰的戰爭前期因為國家內部革命的關係拒絕與一切外國進行交流與作戰，因此被德古志第三帝國打的無力招架。
卡特琳/日語：
人类统合组织苏维艾最高委员会委员长。
由于偶然得到的一块红色石头（日語：赤い石）拥有了对他人的绝对命令权，但这种强制力会随着时间经过而减弱。拿到红色石头后坚持自己肩负的义务就是用这种力量将人类带向幸福，但做法过于天真并带着孩子的残酷反而遭来民众的不满，但却非常不愿意听到别人否定自己的所作所为，甚至设立秘密警察组织对反对者、反对意见进行封杀。但其实这只是借助红石的强大力量一步步扭曲的结果，她的本性还是个温柔的好孩子。
原型取自蘇聯共產黨中央委員會總書記、蘇聯人民委員會主席、蘇聯大元帥斯大林。
米莉娅/日語：
卡特琳的亲密好友，两人总是形影不离。不知为何红色石头的力量对米莉娅无效。
原型取自蘇聯內務人民委員部首長貝利亞。
密尔·蓋倍/日語：
卡特琳和米莉娅的老师，秘密警察组织的长官。非常心疼认为卡特琳的性格扭曲到如今的地步是自己的责任而试图阻止她，但由于卡特琳不想听到她否定自己，而被命令成为十分冷酷的人，乃至获得了“冰之葛培”的称号。
朱赞·朱可夫/日語：
原本为露西亚王国效命，在露西亚王国被推翻后，成为了人类统合组织苏维艾的提督及作战总司令。
个性沉着稳重，也深受部下的信赖。现年39岁的他，即使因为卡特琳推行的“40岁退休”政策而即将不得不从岗位上退下，也能平心静气地坚持为祖国努力奋战到最后一刻。
原型取自蘇聯元帥朱可夫。
馬隆·康德拉切科/日語：
人類統合組織蘇維埃的年輕提督，嗜酒成性，隨身帶著一罐伏特加。
負責率領防寒艦隊，護衛人類統合組織蘇維埃所持有的大怪獸進行作戰。
麗蒂雅·羅肯夫斯基/日語：
人類統合組織蘇維埃的年輕女提督，負責蘇維埃的東境防衛及潛水部隊指揮。
隨手不離紅本，是根深抵固的共產主義者。隨時都很有元氣，在軍中的人氣非常高，數個月後即將參加蘇維埃政策"計劃懷孕"。
彼克•佐尔格/日語：
长于从事破坏活动的间谍。在第二次宇宙大戰的初期潛伏在中帝國，企圖讓中帝國成為共產國際的一部分。
使用易容術的手法出神入化，徒手搏擊的能力也十分高超，就算被發現其諜報工作也能迅速的把發現者滅口。
原型為著名蘇聯間諜理查·佐爾格
罗里科夫·邦拉尔/日語：
原本是为露西亚王国进行研究的科学家，在露西亚王国被推翻后，改为人类统合组织苏维艾工作，
正在进行着被各国视为禁忌领域的改造人、复制人的开发。
萝莉控，坚持萝莉不应该被推倒而是享受萝莉的鄙视（或者殴打）才是正确的做法。
邬娜基·邦拉尔/日語：
由罗里科夫所制造的舰队指挥专用改造人。
龙子·邦拉尔/日語：
由罗里科夫所制造的制造暴动专用改造人。拥有强大的身体能力。
冬將軍 白雪/日語：

### 意呆琳共和帝国
粉絲主义的发祥地，由悠闲的总帅领导的国家。
自两年前参政的墨齊莉妮通过国民投票当选总帅以来，国家政策开始走向以娱乐精神为导向，军事实力不断弱化中。
掌握国家政局的是以墨齊莉妮为首的黑比基尼党，全部由容姿端丽的女性提督组成。采用的基准不考虑舰队指挥能力或作战经验。而国民中占据绝大数人口的是外形类似猪一般的古老民族。
[黑比基尼党]
因默琪里妮的政策而被录用的，年轻、姿态端庄外加容貌美丽的女性提督。
因为录用条件不包括舰队指挥能力，在战场上完全不能打。
[红猪族]
起源自大罗马星域中帕尔马行星，是只有男性的民族。
外貌像小猪一般十分可爱，冷酷而帅气的声线在女性之间也很受欢迎。
[黑猪族]
在大航海时代从伊势志摩星域移居而来。外形有如大猪，也是只有男性的民族。
现在的意达琳男性，高达八成是红猪族，两成是黑猪族。
墨齊莉妮·威尼斯/日語：
意呆利共和帝國的總帥兼偶像。粉丝主义的创始者。
抱着“好像有点好玩”的心态参政，受到了广泛的支持而成为最高统治者的一位大姐姐。
為人没什么野心，是個好人，凡事什么都没想过。
原型是二戰期間的義大利王國總理貝尼托·墨索里尼。
尤莉·尤莉烏斯/日語：
前身是意呆利罗马帝国的后裔。为国家担忧的舰队司令官。意呆利唯一的一位优秀的军人。無論在任何情況下都不願放棄對自己的敵人進行反擊，比起自己的感情更重視累積手上的優勢。
曾被要求穿着黑比基尼制服乘舰，但自認身材不佳而不願穿著。貧乳成为她的双重苦恼。
原型是羅馬共和國的首席執政官尤利烏斯·凱撒。
佩特羅/日語：
國民投票選舉敗給墨齊莉妮的前任總帥。企圖東山再起奪回總帥之位。
原型是二戰期間的義大利王國總理佩特羅·巴多格里奧。

### 中帝国
由世袭制的皇帝所统治的君主制国家。
自称历史有四亿年，但是实际上没有那么长。尽管如此，这是个拥有与大国之名匹配的领土与人口数量的国家，近代以前国力也值得自豪。但现在科学技术大幅度落后于先进国家，暴君与腐败的官僚体制使得政治局面一团糟，并陷于和日本的战争中。而国家暗中还受到迦美利堅共和国与人类统合组织蘇維艾的操纵，使得其前景非常惨淡。
終皇帝/日語：
中帝國的皇帝。年幼继位，在欲使其成为傀儡的苏联的花言巧语下长大，是个十足的暴君。
对于自己年龄相似的女孩以外没有兴趣，想将帝收入后宫。目前正与日本帝國交战中。
林花/日語：
中帝國北軍總司令官。以第一位的成绩毕业于军事学校，是个非常认真的上校。
近期受了打算支配中帝国的蘇維艾工作人员的影响，开始倾向共有主义。
原型是中華人民共和國元帥林彪。
兰花/日語：
中帝國南軍總司令官。在枪林弹雨中脱颖而出的实力派。性格较为乐天。
受迦美利堅派遣而来的军事顾问影响深刻，立场偏向资本主义。
蜜虎/日語：
中帝國的女密探。皇帝的情人。她的主要工作是色诱敌国男性，并拍摄性愛的照片，让对方对自己言听计从。
实际年龄是秘密，看上去比实际年龄幼小。
項 天天
金 海海
中帝國麾下軍人。
樋口 豪欲
末山 100太郎
滿州會戰時被中帝國攏絡背叛日本帝國的兩位海軍提督。

### 欧法兰斯帝国
由世袭制度的国王统治的君主制国家。
作为第一次宇宙大战的战胜国，国家因沦为主战场而遭受巨大打击，故现在的国王是极端反战的和平主义者。议会中亦有和平主义政党抬头，所以军备大幅縮限，国家相信任何问题都可以通过对话来解决。
因为百年前曾经是最强大的国家之一，至今也保留着一定量的殖民地。
路易80世/日語：
欧法兰斯帝国現任國王。極端的和平主義者。
夏洛特·帕尔特奈/日語：
前任國王的四女。
維西行政長官/日語：
馬達加斯加臨時政權的行政長官，企圖以夏洛特公主為籌碼向進逼的德古志政權投降。
名字取自二戰時期納粹德國在法國的傀儡政權維琪法國
琵璐美·喵/日語：
路易81世

### CORE
在King CORE甦醒後，同樣喚醒其他CORE並組成的新興勢力。
因為CORE由死刑犯的腦子做成，所以單體CORE對人類幾乎沒有憐憫之心。
又因為機械的身體可以像是碾死蟲子般殘殺人類，CORE也就不斷地以殺人為娛樂。
CORE對於佔領區居民和戰俘完全沒有憐憫之心，會用盡所有非人道的方式來殘殺他們，
例如把孕婦的胎兒強行取出後在該孕婦面前嚼碎吐掉之類的。
王者/King CORE/日語：

林垦/日語：

皇帝/Emperor CORE/日語：

人工大怪兽 弗吉尼亚/日語：

公主/Princess/日語：

麦金利/日語：

杜鲁门/日語：

### 其他势力
北欧联盟
亞爾薇塔/日語：
西班牙王国
索普帝國
首都土耳克星域的中東國家。
梅尔·托·拉迪因/日語：
阿茲特克帝國
元
大元帝國。
ランス・ハーン
蘭斯系列的男主角。
神馬
コアイ・マラル
紅·戰線/日語：

## 世界观

### 地域
星海域
目前全宇宙被划分为「尤罗巴星海域（日語：ヨーロッパ星海域）」「阿拉比亚·阿弗利加星海域（日語：アラビア・アフリカ星海域）」「亚西亚星海域（日語：アジア星海域）」「大洋星海域（日語：オセアニア星海域）」「迦美利加星海域（日語：ガメリカ星海域）」5个区域。每个区域都包含数个星域；但一个星海域不一定完全由一个国家支配。
星域
包含一颗主星与其周边一定距离的星球的区域。有时候还会包括附近的人工居住区（日語：コロニー）。
星域间的距离很远、需要通过跃迁门才能比较有效率地移动。

### 通路
跃迁门/日語：
可以大幅缩短星域间移动所需时间的通路。但必须通过跃迁系统和跃迁码才能使用。
跃迁码/日語：
人们发现的、以某种形式将其输入到跃迁门中就可以“使用”跃迁门进行星际移动的一连串数字。
但是，目前已经成功发现的跃迁码相当有限，各个跃迁门所能使用的跃迁码也不同；由于一旦输入了错误的跃迁码，恐怕就会永远在宇宙中徘徊了，因此各国就发现跃迁门所进行的实验、目前还是相当保守的。
白洞/日語：
目前全宇宙只发现了一个，位于现苏维艾境内的车诺贝利附近。不定期地从其中会有有毒物质、这个宇宙中尚未发现的物质（不如说、根本不存在于这个宇宙的物质）流泻而出。甚至传说现在为害各地的怪兽、大怪兽也是从白洞出现的。
实际上是连通另一个宇宙、来自拉姆达斯宇宙的出口。
黑洞/日語：
与白洞成对的入口。
通往拉姆达斯宇宙的黑洞被柴神不为人知地代代封印在选出的帝体内。而这就是为什么帝可以使用“神风的仪式”使得大怪兽退却的本质原因。在结局中、将它取出做出了前往拉姆达斯宇宙的通道。

### 大怪兽
在人类的活动范围内被确认的、尺寸足以匹敌一颗惑星的巨大生物。在体内拥有类似跃迁系统的东西，因此可以使用跃迁门在星域间移动。充满了谜团。
宇宙蜜蚁 加瓦达斯嘉·比尤/日語：）
栖息于四国星域的大怪兽。现在由代代的“怪兽姬”用神秘的力量控制，而成为了当地土著アボリ人的居所。
闪耀的皇冠 沙罗曼蛇/日語：
深埋于北欧冰层下的大怪兽。根据北欧的传说、能用根缠绕惑星并吸收其能量。
星喰 富岳/日語：
栖息于日本附近的大怪兽。由代代的帝借助“神风的仪式”予以暂时击退。
真理传达者 苦艾/日語：
栖息于苏维艾境内的大怪兽。它奇异的歌声会扰乱人的精神，使人想起本已遗忘的事、产生幻觉而发疯。
虽然在与日本舰队的交战中由罗里科夫所制造的怪兽姬复制人成功控制了它进行战斗，
但由于对怪兽姬造成的负担很大、以及经费的问题，最终还是不得不放弃了。
飞来横祸 埃阿桑那/日語：
目前唯一不特定出现在某个地区的大怪兽。

### 拉姆达斯宇宙
通过黑洞才能抵达的另一个宇宙，似乎充斥着人类的宇宙中所没有的物质。
拉姆达斯（日語：ラムダス）
外形像蠕虫一样的生物。种族由唯一的女王统领。能够操纵大怪兽，也能用意念波操纵人类。将人类视为食物。
拉姆达斯女王（日語：
孕育、率领所有拉姆达斯的女王，对整个种族拥有绝对的命令权。
在拉姆达斯的种群里、同一时间只能有一只女王的存在。否则，就必须经历你死我亡的战斗、使最终只剩下一只女王。能够对拉姆达斯女王产生伤害的只有拉姆达斯女王，因此这场战斗必须由女王亲身进行。似乎没有寿命方面的概念。

### 科技
复制人/日語：
由苏维艾的科学家罗里科夫开发。
克隆技术的发展形。提取人的DNA，并在培养中给与教育、使其成为与采取DNA时的供体完全一样的个体。
由于这种技术被视为“对生命的亵渎”，即使没有技术上的限制，各国对其态度都相当拘谨。但苏维艾高层及罗里科夫本人身上，这种观念比较淡薄。
虽然对个体进行培养时其成长速度极快、甚至可以说能够马上送上战场，但需要付出莫大的成本。
即使是怪兽姬能够操纵怪兽的谜之超能力也可以一样复制。
改造人
由苏维艾的科学家罗里科夫开发。
通过对人类进行改造，赋予其各种能力上的提升。游戏中出现的有：
- 舰队指挥型改造人：邬娜基
- 潜入作战型改造人：苏维艾间谍、龙子（身体能力提升）

CORE
由迦美利加科学家、多罗西率领的团队在迦拿大星域进行秘密开发。
以被加工的人脑、连接机械化的身体实现伪似人工智能的科技。这种技术下仅需1名CORE就能操作战舰、而大大节省了人力成本。
原本是被洗脑后才加以利用的。但由于实际上还是见不得光的技术，因此用了死刑犯的大脑经过洗脑作为实验体。但却被卡洛尔无意中的一句“你曾经是个人类哟”唤回了自我意识，變成具有機械身軀和殘暴思想的戰鬥機器人。
最早被解開的是King CORE，他隨即也解開其他CORE體的限制程式，成了一股強大的力量，迅速擊敗並占領迦美利堅後，以極度殘忍的手段對待占領區的人民和戰俘。

## 工作人員
- 原畫：おにぎりくん、MIN-NARAKEN、織音、むつみまさと、月餅、えびちり、K
- 劇本：イマーム、HIRO、とり、flypaper、ふみゃ、ヨイドレ・ドラゴン、いのくま
- 音樂：Shade
- 監督：いってんちろく
- 原案/監修：TADA

## 主题曲
《the Day Take Off》
作词：HIRO作曲　编曲：Shade　演唱：桥本みゆき
专辑：ALICESOUNDCOLLECTION08

## 外部連結
- 官方網站（页面存档备份，存于）（日語）